# Ведмидь, Алина Петровна
Али́на Петро́вна Ведми́дь (укр. Аліна Петрівна Ведмідь; 1940—2008) — украинский политик, председатель правления колхоза «Заря» Киевской области.

## Биография
Родилась 28 июня 1940 года на Киевщине.
Окончила Украинскую сельскохозяйственную академию в Киеве, агроном.
За годы трудовой деятельности работала агрономом колхоза, инженером-экономистом Украинской машиноиспытательной станции, учителем трудового обучения средней школы, главным экономистом колхоза.
С 1977 года — руководитель одного из крупнейших хозяйств Киевской области — председатель правления колхоза «Заря» и сельскохозяйственного производственного кооператива «Агрофирма „Заря“», находящихся в селе Саливонки Васильковского района Киевской области.
Член Компартии Украины, член Высшего совета Всеукраинского союза «Трудящиеся женщины за будущее детей Украины».
Выбиралась народным депутатом всех уровней: сельского, районного и областного советов, была депутатом Верховного Совета УССР ХІ созыва, депутатом Союзу ССР последнего созыва, народным депутатом Украины ІІІ созыва (1998—2002).
Погибла в автомобильном ДТП в сентябре 2008 года.

### Семья
- Муж — Ведмидь Анатолий Панасович, умер в 1981 году.
- Сыновья — Алексей Анатольевич (род. 1960), Игорь Анатольевич (род. 1969). Имела 4-х внуков.

## Награды
- Герой Социалистического Труда — указом № 230 Президента СССР Михаила Сергеевич Горбачёва «О присвоении звания Героя Социалистического Труда работникам агропромышленного комплекса Украинской ССР» от 7 июня 1990 года «за выдающиеся успехи в развитии сельского хозяйства, большой личный вклад в увеличение производства и продажи государству сельскохозяйственной продукции на основе применения интенсивных технологий и передовых методов организации труда»[3].
- Награждена орденом «Знак Почёта» (1976) и медалями.